# Jeanne Flanagan
Jeanne Flanagan, född den 8 maj 1957 i New Haven, Connecticut, är en amerikansk roddare.
Hon tog OS-guld i åtta med styrman i samband med de olympiska roddtävlingarna 1984 i Los Angeles.